# Caça de balenes

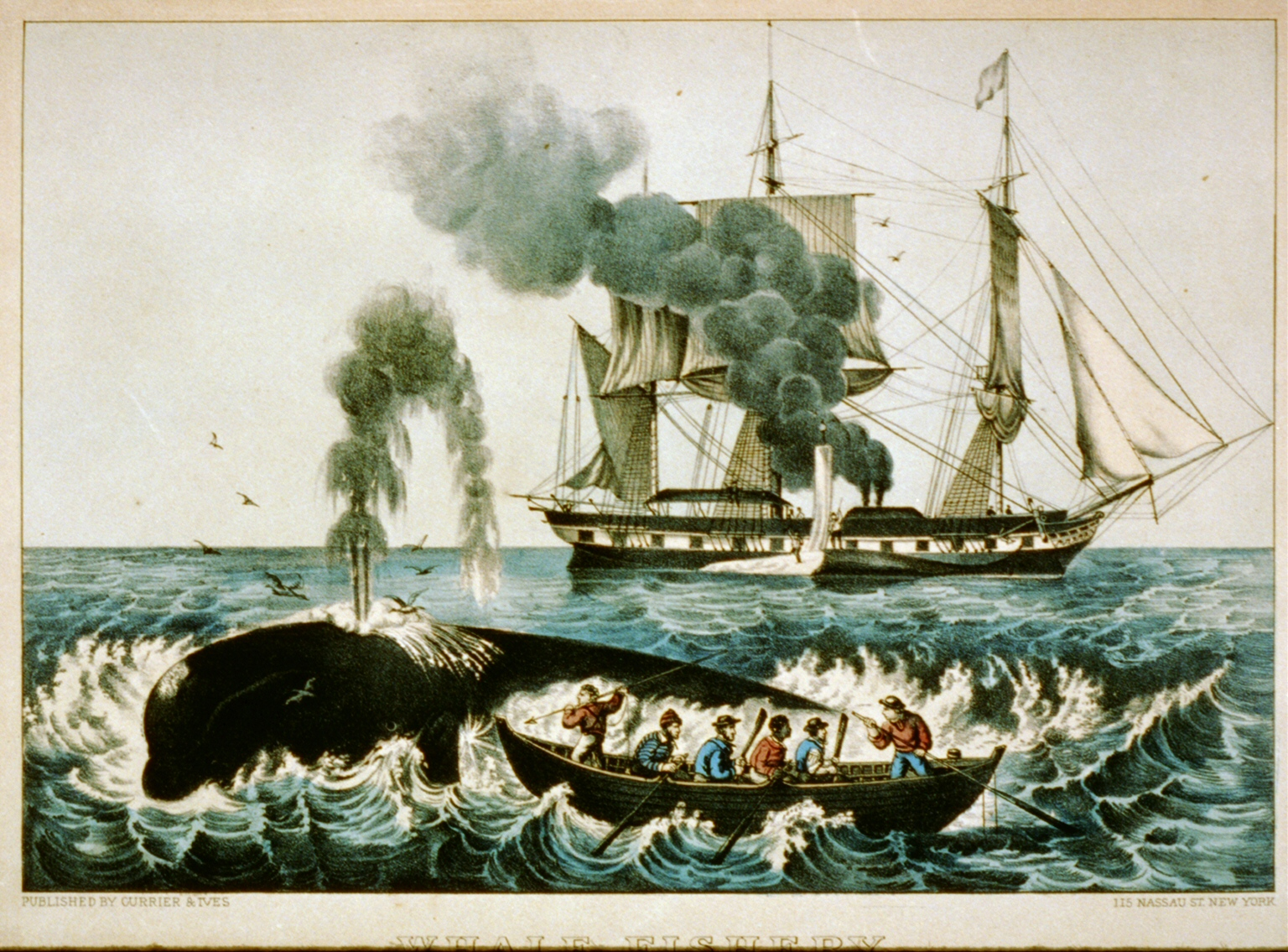
Caça de balenes en una litografia colorejada a mà, realitzada entre el 1856 i el 1907.

La caça de balenes és la caça, mitjançant vaixells i barques, de cetacis de grans dimensions, coneguda genèricament com a balenes. La caça de balenes té orígens antics que es remunten com a mínim fins al 6000 aC, però es desenvolupà sobretot a partir del segle xvi a l'oceà Atlàntic i el segle xix a l'oceà Pacífic. Entre els primers baleners comercials hi hagué els bascos, mentre que entre els més nombrosos hi hagué els estatunidencs, el més cèlebre del qual és segurament Herman Melville, autor de la novel·la Moby Dick.

## Història

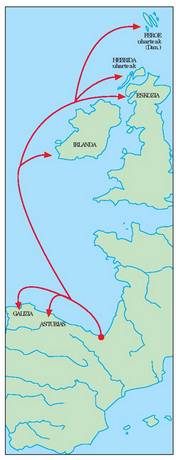
rutes dels pescadors bascos

El mètode de caça més antic, conegut amb certesa per les talles de roca del jaciment arqueològic de Bangu-Dae a Corea datades en 6.000 aC, és el de dur les balenes a terra col·locant diverses petites embarcacions entre la balena i el mar obert, intentant espantar-la amb sorolls i potser amb llances i fletxes. Aquest mètode s'utilitzava per a espècies petites, com ara la balena pilot, la beluga i el narval. Posteriorment, es va fer servir una àncora flotant lligada a un arpó, amb l'esperança que la balena es cansés prou per ser acostada i morta. Molts pobles del món van caçar balenes d'aquesta manera, inclosos els inuit, els nadius americans i els bascos del golf de Biscaia.
A principis de l'edat mitjana, els documents escrits escandinaus fan referència a una tècnica de caça dels primers assentaments vikings cap a l'any 800 a de les illes Fèroe anomenada grind, amb la que els homes, formaven un semicercle a bord de petites embarcacions entre els animals i el mar obert i empenyien ramats de petits cetacis als estrets fiords costaners, fins a arribar a aigües poc profundes i llavors eren mortes amb ganivets.

### Els pescadors bascos

Caça de balenes en l'escut de Biarritz

La caça de balenes esdevé una activitat important entre els bascos al segle xi aprofitant que durant sis mesos a l'any, les balenes femelles femenines anaven a parir a les aigües càlides del Cantàbric. S'establien guaites a la tardor en punts elevats sobre el mar i s'indicava la presència de grups amb tambors, campanes o fogueres. Llavors es llançaven xalupes a l'aigua amb 4 arrantzales, el patró i un arponer, a la recerca de preses i un cop trobades, eren colpejades i mortes amb un trident, per després ser arrossegats a la riba i esquarterats. Els bascos adquireixen experiència en caça i el converteixen en el centre de la seva economia, que no es va estendre a altres punts d'Europa fins al segle xvii.
Les darreres captures de balenes al Cantàbric son una balena en 1801 pels pescadors de Zarautz, una altra en 1854 per pescadors de Getaria, una altra en 1878 pels pescadors de Zarautz, una altra en 1880 pels pescadors de Sant Sebastià, i el darrer exemplar fou capturat conjuntament pels pescadors de Getaria i Zarautz en 1901.

### La caça a l'Atlàntic Nord

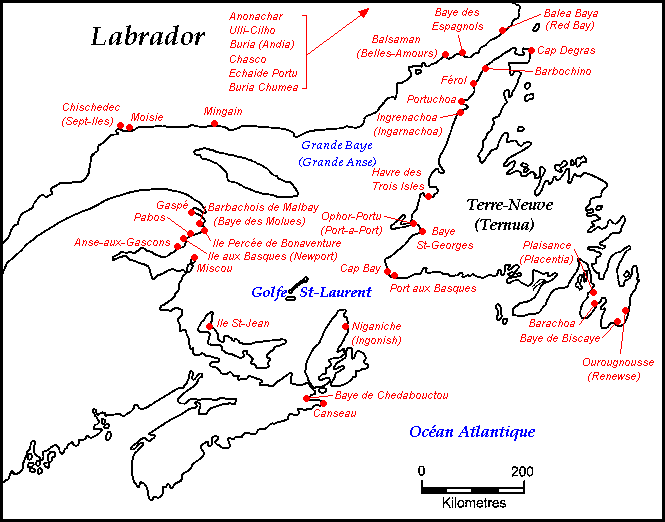
Assentaments bascos entre els segles i

Cap al segle xv, però, la caça indiscriminada realitzada al llarg de les costes de Biscaia va provocar un empobriment de les zones de caça tradicionals, cosa que va provocar que els bascos canviessin les seves tècniques tradicionals i marxessin més cap al nord. A bord de vaixells adequats per enfrontar-se a mar obert, primer en carraca i després les caravel·la i durant el viatge es fabriquen les botes per a l'emmagatzemament de la captura, van cap a l'Atlàntic Nord, primer s'estableixen entre 1550 a Red Bay, al Labrador. El pidgin basc-islandès fou un pidgin parlat a Islàndia al segle xvii amb paraules d'origen basc, germànic, i de llengües romàniques, i el pidgin basc-algonquí usat per les tribus micmac, montagnais i possiblement alguna altra tribu i pels baleners bascos a les costes de Terranova i Labrador.
Cap a la dècada de 1580 els vaixells bascos es van retirar de Newfoundland i Labrador per la disminució de les captures, i el rei necessitava els vaixells per a les seves armades. El comerç es va veure especialment afectat el 1586, el 1587 i el 1588, quan els vaixells i mariners bascos van ser retinguts per la corona espanyola en preparació de l'Armada Invencible per lluitar contra Anglaterra.
Els danesos s'estableixen a les illes Fèroe on es capturen exemplars des de 1584, Les tripulacions d'aquests vaixells estaven formades majoritàriament per estrangers, principalment de Frísia i Anglaterra. Els bascos es limitaven a l'arponeig i a l'esqueixada de les preses. La caça balenera tradicional es va extingir al segle XVI al golf de Biscaia, però és difícil establir el moment, doncs ja estava en ple desenvolupament a Terranova.
Les guerres entre Espanya i França del segle xvii converteixen el País Basc en una zona de guerra i posen en dificultats les activitats dels locals, i al mateix temps, la caça comença a ser practicada de manera intensiva per anglesos i neerlandesos, que aprenen ràpidament tots els secrets de l'ofici dels bascos. La forta competència condueix a una extensió de les zones de caça fins a Groenlàndia, quan els holandesos construeixen a les costes de Spitsbergen en 1611 estacions de caça equipades amb magatzems i centres per processar i comercialitzar els productes obtinguts de la balena. L'estació balenera més important va ser Smeerenburg establert pels holandesos el 1619 i anglesos, danesos i francesos van construir altres bases més petites. Al principi, els assentaments eren habitats només a l'estiu, i va arribar al seu apogeu la dècada de 1630 quan es va començar a passar-hi l'hivern, acollint uns 300 baleners en una temporada per a un nombre de persones al voltant de 18.000 unitats. La caça de balenes a Spitsbergen durà fins a la dècada del 1820, quan els baleners britànics, holandesos i danesos marxaren a una altra part de l'Àrtida.
A la dècada del 1700, es va observar que el petroli que cremava dels catxalots brillava amb claredat i no tenia una olor desagradable, com el de les balenes lliures. Al segle xix, el producte principal de les balenes era el greix, que era convertit en un oli utilitzat per les làmpades i com a cera d'espelmes, però s'utilitzava l'animal sencer, incloent-hi les barbes, utilitzats per fer cotilles i l'oli fragant del catxalot, utilitzat per elaborar perfums. En ser animals de sang calenta que han de mantenir l'escalfor, tenen una capa molt gruixuda de greix, que permetia obtenir entre 10 i 15 tones d'oli d'un únic exemplar. El catxalot va ser la principal balena que es buscava pel seu oli fins que es va obrir la indústria del petroli el 1859 quan l'espècie es trobava ja en un estat en decadència.

### La caça al Pacífic
La caça de balenes al Japó va començar de manera esporàdica en el Període Edo quan les balenes s'acostaven a la costa amb eines rudimentàries com xarxes, llances i barques de rems. La carn de balena només la consumien mercaders rics i samurais.
Seguint el lideratge dels britànics, els vaixells nord-americans van navegar per primera vegada pel Pacífic Sud el 1791, i a finals de la dècada havien arribat a l'est del Pacífic Nord. A la dècada de 1820, els baleners havien començat a utilitzar Lahaina, Hawaii, com a base per a la caça de catxalots. La flota balenera del Pacífic Nord dedicada a la caça de les balenes franques va acabar poc després de 1848, quan un balener es va aventurar a través de l'estret de Bering i va descobrir poblacions de balenes de Groenlàndia no explotades. En ser més abundants, més fàcils de capturar i amb un rendiment molt més gran, la majoria dels baleners s'hi van dedicar ràpidament, i atès que vivien més al nord que les balenes franques, la pressió de caça sobre les balenes franques va disminuir ràpidament.
Amb la revolució industrial, la balena es va convertir en fenomen global i diverses companyies baleneres van aparèixer arreu del país amb arpons noruecs disparats amb canons als vaixells amb vapor i anant fins a l'oceà Antàrtic per caçar balenes. La demanda de balenes es va fer especialment aguda després de la rendició japonesa de la Segona Guerra Mundial quan Douglas MacArthur va enviar una expedició balenera a l'Antàrtida per solucionar la manca d’aliments a tot el país. El gran subministrament de balena la va convertir en la carn més barata del mercat i, en dos anys, la carn de balena va formar el 46 per cent de la dieta japonesa. Els beneficis van arribar a la indústria i, juntament amb els seus homòlegs mundials, el Japó va provocar una reducció colossal de les poblacions globals de balenes.

### La caça de balenes en l'actualitat

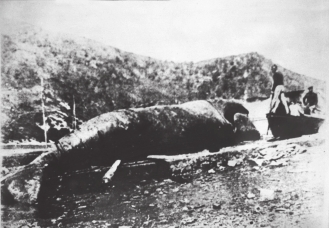
L'última balena capturada a Orio, en 1901

Greenpeace va començar a emprendre accions directes contra els vaixells baleners el 1975, i les protestes de Greenpeace i de moltes altres organitzacions van ajudar a sensibilitzar enormement sobre la caça de balenes a tot el món i a mobilitzar la pressió internacional sobre les nacions baleneres per aturar la pràctica.
El 23 de juliol de 1982 es va establir una moratòria sobre la caça comercial de balenes que ha estat contribuint i molt a salvar de l'extinció l'animal més gran de la terra començant a la temporada 1985-86, i que només Noruega i el Japó continuen desafiant, i fan captures menors els Estats Units d'Amèrica, que permet la caça als aborígens d'Alaska, Canadà, Rússia, Islàndia, Indonèsia i els territoris de sobirania danesa de Groenlàndia i les illes Fèroe. En 1991, el comitè científic de la Comissió Balenera Internacional va concloure que es podia capturar un nombre limitat de balenes sense posar en perill les poblacions, però va mantenir la moratòria.
En temps més recents, l'ús principal és la carn, que és un producte típic i sovint predilecte de molts llocs amb una llarga tradició balenera, com el Japó, Noruega, Islàndia i moltes poblacions indígenes, com les dels Estats Units i el Canadà. L'oli fet a partir del greix de balena té pocs usos avui en dia i la caça de balenes que es realitza actualment és com aliment. Les espècies que es cacen més habitualment són el rorqual comú i el rorqual d'aleta blanca, dues de les espècies de balenes de menor mida.
Islàndia va decretar el juny del 2023 una suspensió temporal sobre la base d'un informe sobre el benestar animal, atès que el temps en què podia trigar en morir l'animal es calculava en 2 hores. A partir de setembre es va aixecar aquesta suspensió, a l'espera de les possibles reformes legals que requeriria la prohibició de la pràctica. En la coalició de govern d'aquell moment, el partit Moviment Esquerra-Verd de la ministra d’Alimentació, Pesca i Agricultura, Svandis Svavarsdottir, era favorable a la prohibició, però els altres dos socis de govern, el centrista Partit Progressista com el conservador Partit de la Independència es van mostrar crítics amb la suspensió temporal inicial.

## Consum
El mercat Japonès és el principal importador pel seu alt valor nutritiu, que va disparar el seu consum després de la Segona Guerra Mundial, però els darrers anys la demanda de balena ha caigut en picat, consumint-se entre 4.000 i 5.000 tones anuals, comparat amb les 200.000 tones de principis de la dècada de 1960.

## Els vaixells baleners

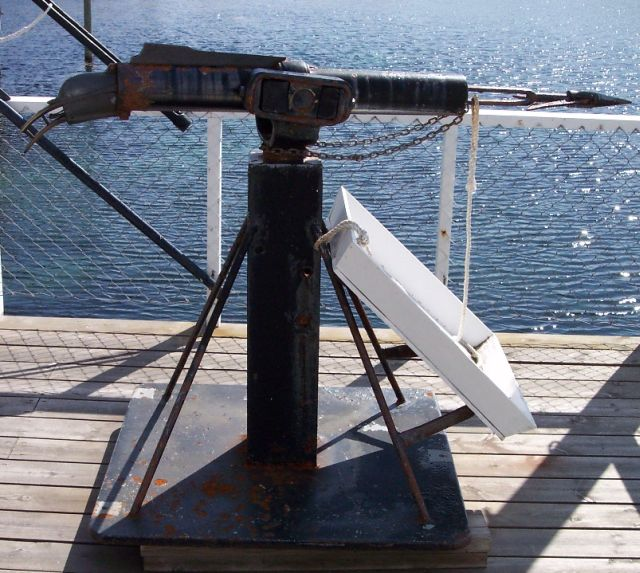
Un arpó modern

Les embarcacions són conegudes com a vaixells baleners i els seus mariners són els baleners. Abans del segle XX la caça de balenes es feia amb vaixells relativament grans que llançaven llaguts o altres naus més petites impulsades per rems que s'acostaven al cetaci i l'atacaven amb un arpó de mà llançats des de baleners. en la dècada de 1960 Svend Foyn va desenvolupar l'arpó amb cap explosiu llençat des d'un canó d'arpons. Actualment s'utilitzen universalment els canons d'arpó disparats des de vaixells-factoria de centenars de tones, capaços de mantenir el ritme de les peces més ràpides que haurien estat impossibles per a les embarcacions de motor amb persecució muscular, i son més segures per a les tripulacions.
L'ús d'arpons amb punta de granada que exploten a dins de l'animal ha millorat molt l'eficàcia de la caça de balenes, permetent la matança de balenes sovint de forma instantània en comparació amb el mètode anterior en què les balenes es dessagnaven fins morir. Aquests arpons, a més, injecten aire per evitar que les balenes més pesades s'enfonsin. Quan el cetaci ja és mort, se'l porta al vaixell i allí s'hi treballa per separar el greix dels altres productes. No obstant això, el canó-arpó encara es critica per la seva crueltat, ja que els animals moren amb una agonia llarga i dolorosa i no totes les balenes es maten instantàniament.